# Bek (escultor)
Bek, o Bak, va ser un escultor de l'antic Egipte que va treballar durant el regnat del faraó Akhenaton. El seu pare, que es deia Men, tenia la mateixa posició sota Amenofis III, el pare d'Akhenaton; la seva mare, Roi, era d'Heliopolis.

## Biografia
Bek es va criar a Heliopolis, on el jove príncep Amenofis (que es va convertir després en el faraó Akhenaton) hi tenia un palau. Bek va seguir al seu mestre fins a Akhetaton, la ciutat fundada per Akhenaton. Va supervisar la construcció de les estàtues del gran temple del rei i l'obertura de les pedreres d'Asuan i Gebel Silsileh, d'on se'n va extreure la pedra.

## Representacions
| G29 | k | A1 |

| G29 | k | A1 |

Una estela trobada a Assuan, realitzada cap al 9è any del regnat d'Akhenaton mostra a Bek amb els seus homes i als faraons als quals serveixen. A la part dreta s'hi veuen homes davant de l'estàtua d'Amenofis III. És probable que aquesta estàtua sigui un dels colossos del faraó. Aquest costat de l'estela reflecteix l'estil artístic tradicional de la XVIII dinastia i l'únic indici que ens porta al període Amarna és que no s'esmenta el nom de "Amenofis" i es repeteix el seu nom Nebmaâtrê, per evitar d'haver d'esmentar al déu Amon el culte del qual estava prohibit. A la part esquerra de l'estela, Bek es troba davant Akhenaton, que fa ofrenes al seu déu Aton i, segons la inscripció, l'escena representada es troba al gran temple d'Aten. Una característica típica de l'època d'Amarna és que els raigs d'Aten acaben a les mans. Els noms d'Aton i Akhenaton es van eliminar de l'escena posteriorment.
A l'estela Bek hi és descrit com a "l'aprenent que va mostrar Sa Majestat". És probable que supervisés la confecció de les estàtues que mostren Akhenaton i la seva família en un estil molt naturalista, trencant amb la tradicional representació idealitzada.
Un dibuix d'Akhenaton, que representa al faraó i el déu Aton probablement realitzat en els primers anys del seu regnat, pot ser obra de Bek. Aquest dibuix representa Aton amb un home amb un cap de falcó, que és un atribut de Ra.
Coneixem els noms d'altres escultors del període Amarna, com Tutmose, escultor del famós bust de Nefertiti, i Yuti, escultor de la reina Tiy.

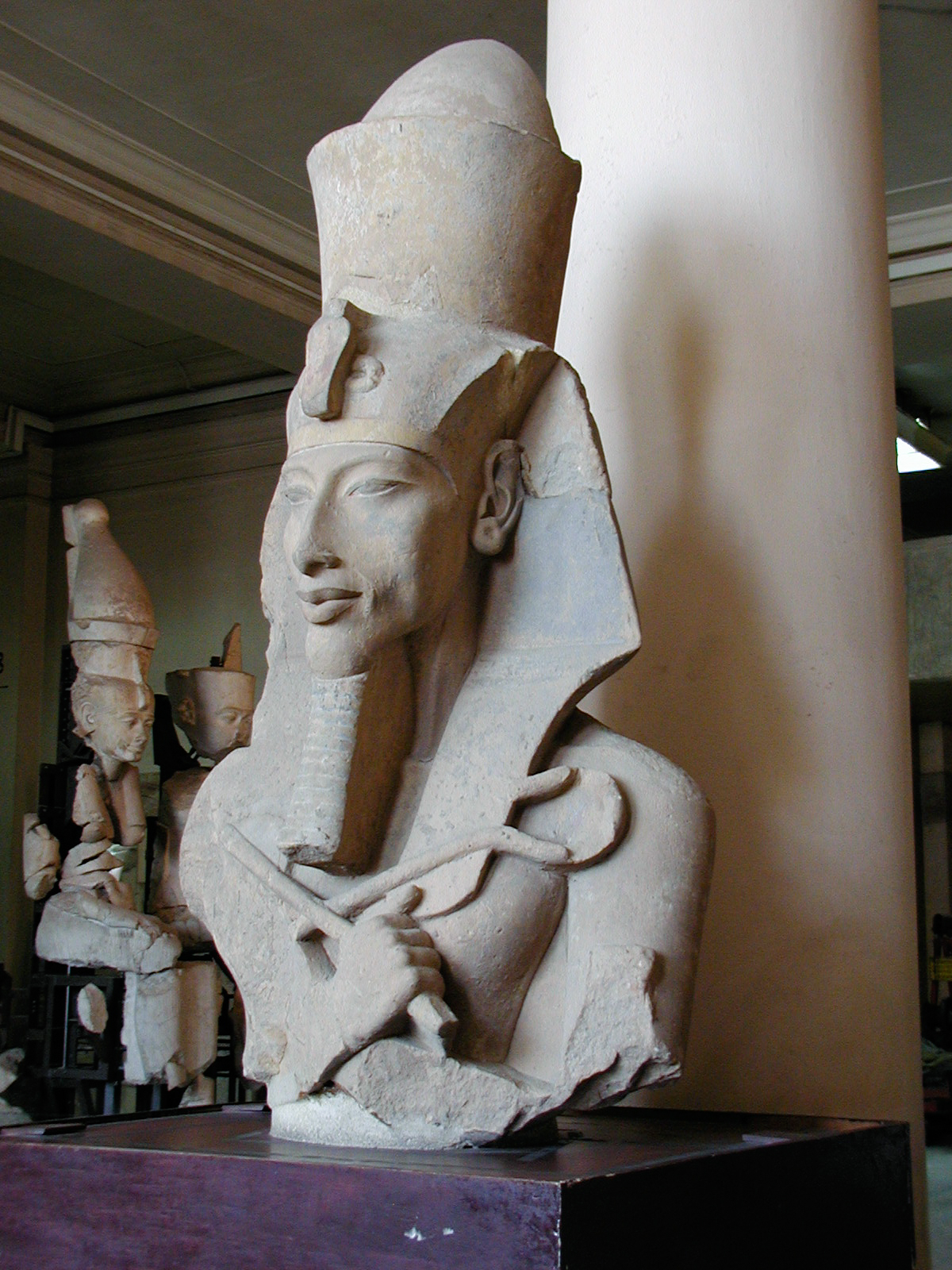
Estàtua d'Akhenaton del temple d'Aton de Karnak amb les característiques típiques de l'estil de Bek.

## Obra
Es va dedicar a representar a la família reial i les seves obres més conegudes són 28 colossos del faraó, pertanyents al temple d'Aton de Karnak. Quatre d'ells s'exposen al Museu Egipci del Caire, dos al de Luxor, un al Louvre, i els altres es reparteixen entre Karnak i El Caire.

### Característiques
Les estàtues tenen el rostre allargat, amb ulls oblics, pòmuls sortints, llavis carnosos i barbeta arrodonida. Els cossos tenen les espatlles caigudes, pit enfonsat i ventre i cuixes voluminosos. A Akhenaton se'l representa amb nemes i corona, i porta a les mans els ceptres Nejej i Heka, insígnies del seu càrrec.
Eren estàtues osiríaques destinades a les columnes de temple, però de clàssic només en mantenen la postura: presenten al faraó tant amb el vestit d'un home viu com nu (però asexuat) i amb diferents tocats, tot i que sempre amb l'ureu i els dos ceptres. A les canelleres porta el nom de Sa-Ra 3ḫ n itn (Akhenaton, Útil a Aton).